# AN/SPS-32
AN/SPS-32 — американский экспериментальный корабельный радар с ФАР компании Hughes Aircraft, установленный на ракетном крейсере «Лонг-Бич» и авианосце «Энтерпрайз». Входил в состав многофункциональной системы SCANFAR, в которой выполнял функцию дальнего обзора.
Представлял собой двухкоординатный обзорный радар с частотным сканированием по азимуту. Координаты целей, обнаруженных AN/SPS-32 вручную определялись оператором и переносились в компьютер системы сопровождения, который управлял трёхкоординатным радаром сопровождения AN/SPS-33.
В состав радара входили 4 плоские прямоугольные антенны размером 12×6 м, расположенные со смещением в 90° по азимуту с четырёх сторон надстройки корабля. Каждая антенна обеспечивала обзор одного октанта верхнего полупространства. Полный вес радара, включая оборудование, составлял 48,5 т. Одна антенна содержала 36 панелей, расположенных в 18 вертикальных рядов, каждый из которых был подключён к излучателю коаксиальным кабелем.
Оба произведённых экземпляра демонтированы с кораблей во время реконструкций 1980–1981 годов.
По внешнему сходству на американском морском жаргоне радар получил название «Billboard» (рус. доска объявлений).

## Установки на кораблях
- Ракетный крейсер «Лонг-Бич»
- Авианосец «Энтерпрайз»